# Сари (Иран)
 Тази статия е за града.  За дрехата вижте сари.  
Сари (на персийски: ساری) е град в Североизточен Иран, остан Мазандаран. Намира се на 20 km от Каспийско море. Население от 309 820 жители към 2016 г.